# Карл-Ерік Гран
Карл-Ерік Гран (швед. Karl-Erik Grahn, 5 листопада 1914, Єнчепінг — 14 березня 1963, Бурос) — шведський футболіст, що грав на позиції півзахисника за «Ельфсборг» та національну збірну Швеції. По завершенні ігрової кар'єри — футбольний тренер.

## Клубна кар'єра
У дорослому футболі дебютував 1933 року виступами за команду клубу «Ельфсборг», кольори якої і захищав протягом усієї своєї кар'єри гравця, що тривала цілих сімнадцять років. Більшість часу, проведеного у складі «Ельфсборга», був основним гравцем команди.

## Виступи за збірну
1935 року дебютував в офіційних матчах у складі національної збірної Швеції. Протягом кар'єри у національній команді, яка тривала 12 років, провів у формі головної команди країни 41 матч, забивши 4 голи.
У складі збірної був учасником  футбольного турніру на Олімпійських іграх 1936 року у Берліні, а також чемпіонату світу 1938 року у Франції.

## Кар'єра тренера
Розпочав тренерську кар'єру відразу ж по завершенні кар'єри гравця, 1949 року, очоливши тренерський штаб клубу «Ельфсборг», в якому пропрацював до 1952. Повертався до тренерської роботи на початку 1960-х, знову був головним тренером «Ельфсборга».
Помер 14 березня 1963 року на 49-му році життя.